# 見聞集

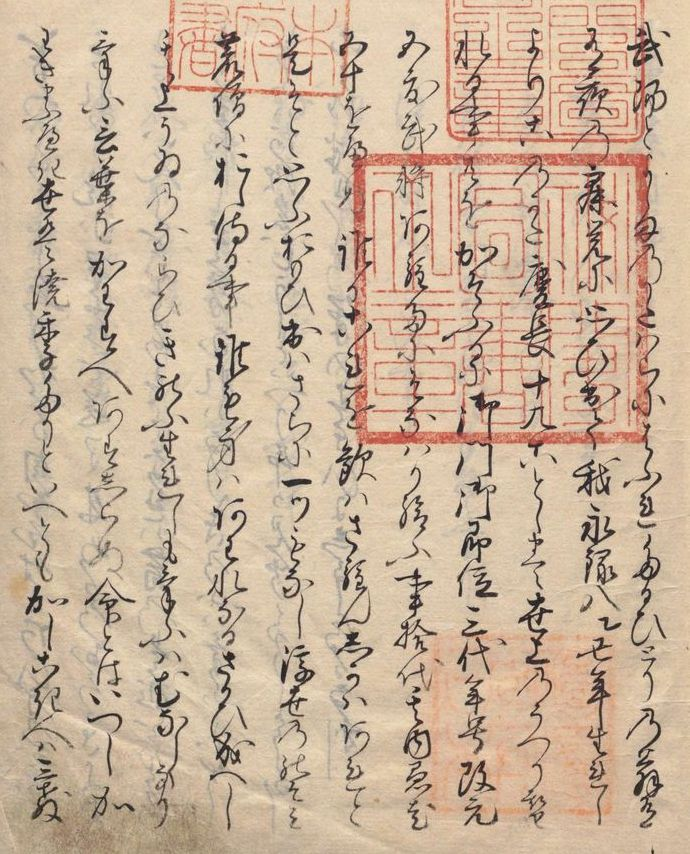
『見聞集』序「武陽とよしまのかたはらに はふれたるひとりの翁有 ･･･」

『見聞集』（けんもんしゅう）は、寛永後期に三浦浄心によって著された、江戸初期の世相や出来事を主な話題とした仮名草子。全10巻。『三浦見聞集』（みうらけんもんしゅう）『慶長見聞集』（けいちょうけんもんしゅう）とも。浄心の子孫の家に秘書として伝えられ、化政期の三浦義和の頃から伝写により流布。明治以降、翻刻が多種刊行されている。作中に作品当時が慶長19年（1614年）と記載があるため「慶長」の語が冠されることが多いが、これは（幕政批判に対する干渉を避けるための）擬態で、実際の作品成立時期は寛永後期と考えられている（#成立時期を参照）。近年に至るまで、作品当時を慶長19年と解釈したことに起因する混乱が江戸時代研究関係各所で見受けられる。

## 著者
著者名は明記されていないが、巻5「花折る咎に縄かゝる事」に「三浦屋浄心」の名前に言及があり、また跋にあたる巻10「老て小童を友とする事」に「浄き心にあらざれば」という名前の分かち書きがあって、三浦浄心の著書である。
浄心の著書の刊本の序には、「翁」や「三五庵木算入道」が著した『見聞集』32冊（と『（稿本）そぞろ物語』20冊）の一部を別人が写して編纂し、『（刊本）そぞろ物語』『北条五代記』『見聞軍抄』『順礼物語』を刊行した、という経緯が記されているが、これは擬態で実際には全編、浄心自身の著書と考えられている。なお、『見聞集』は写本で伝わっており、同書の序にはこの擬態は用いられていない。

## 成立時期
序・跋に始まり、作中にも「今」を慶長19年（1614年）、自身を50歳余とする記述があるが、（1）元和・寛永の出来事への言及があること（2）作中に記された著者の情報から、作品当時が寛永12年（1635年）以降と考えられること（3）参照している文献に寛永期に刊行された書籍が含まれていること から、これらは擬態であり、実際の成立時期は寛永後期と考えられている（下記）。

### 元和・寛永の出来事への言及
- 巻2「真言浄土宗論之事」にみえる浄土宗法度の日付が慶長19年（1614年）正月となっているが、増上寺所蔵原本の日付は元和元年（1615年）7月 日で、『御当家令条』『御制法』所載の条文写しの日付も原本のとおり（慶長19年正月には、草案もできていなかったはず）[5]
- 巻4「諸士弓筆の道を学び給へる事」に元和元年（1615年）の大坂落城に言及があり[1]、慶長19年（1614年）と記されている「武家諸法度」（全11条）は元和2年（1616年）の修正条文[6]。
- 巻7「角田川一見の事」に詠歌を載せている阿野宰相の東下は元和2年（1616年）3月[7]。
- 巻5「吉原町の橋渡りかねたる事」・巻7「よし原に傾城町立る事」にみえる（元）吉原町の遊廓は、庄司勝富『異本洞房語園』によれば元和4年（1618年）の開設[8][9]。
- 巻5「日本橋市をなす事」に「件の日本橋は、（…）その後、此橋、御再興、元和4年戊午の年（1618年）なり」[10]と記してある[1]。
- 巻8「江戸の境地世にこたえる事」に「見渡せる旧跡には、浅草に観音、湯島に天神、神田に大明神、貝塚に山王権現、桜田山に愛宕、いずれもゝゞゝゝあらたにましませば」とあり『武江披沙』所収の「神田大明神由緒書」によれば神田神社は慶長8年（1603年）まで神田橋御門の外、芝崎村にあり、その後に駿河台へ移され、元和2年（1616年）に湯島へ遷座。元和3年（1617年）に社殿が完成した後、神号を「大明神」とした[11]。また桜田山の愛宕神社は本殿構築が慶長15年（1610年）であり、慶長19年（1614年）時点で「旧跡」に含められていることに違和感がある[12]。
- 巻10「湯島天神御繁昌の事」に言及のある霊巌寺の開創は寛永元年（1624年）[13]
- 巻7「南海をうめ江戸町立給ふ事」に「南は品川、西はたやすの原、北は神田の原、東は浅草まで町つつきたり」、巻8「江戸の境地世に聞えたる事」に「清水の門に立て夏かと思へは時しらぬふしの雪をみて」、巻10「江戸ちまたの事」に「江戸より外へ出る口は、品川口、田安口、神田口、浅草口、舟口ともに五口有り」などとある「田安口」や「清水門」は外郭濠が完成した後の呼称とみられ、田安門は寛永元年（1624年）頃から存在、清水門の修築は同年[14]。
- 巻5「よし原町の橋渡りかねたる事」にある吉原町の思案橋の架橋は、『異本洞房語園』によれば寛永5年（1628年）11月のこと[15]。
- 巻9「新福寺諸国くわんしんの事」に、過去の出来事として述べられている本郷富士権現の駒込勧請は、『兎園随筆』『東京通志』などによると寛永3年（1626年）から同5年（1628年）頃のこと[11]。
- 巻3「延寿院養生うたひの事」に「見しは今、延寿院道三は当地の名医、諸人信敬す80余才長命なり、養生故そと人沙汰せり」とある延寿院は翠竹院正盛の養子・曲直瀬道三玄朔で、寛永5年（1628年）に83才で没、もしくは寛永8年（1631年）没[16]。

### 著者の情報
- 巻1「道斎日夜双紙を友とする事」に「道斎といふ老人」が「愚老七十余歳なり」とあり、永禄8年（1565年）生まれの浄心が70余歳であれば寛永12年（1635年）以降[1]。
- 巻8「愚なる子共のうわさの事」と「愚息教哥百首」、跋にあたる巻10「老いて小童を友とする事」に言及のある、浄心の年の離れた子・三浦茂次は、家譜によると、元和9年（1623年）生まれ。作品当時、読み書きの出来る年齢になっている。

### 参照している文献の刊行時期
『見聞集』が参照している文献には、『庭訓往来抄』の寛永8年（1631年）版（に近い版）など、寛永7-8年頃の刊本のある書籍がいくつか含まれていることが指摘されている（#参照元参照）。
渡辺守邦「『慶長見聞集』と『童観抄』」は、そのことを指摘しながら、にもかかわらず「『庭訓往来抄』、初版は寛永8年板とされるがそれでは『慶長見聞集』の典拠として、いささか遅きにすぎるかもしれない。実は、寛永8年板には先行する1板があった」（5頁）などとして、寛永初年頃の刊本を参照したと推測しているが、寛永7-8年で遅いとする理由が特にない。

## 目録
「見しは今」「聞きしは今」で始まる初期江戸（※）の風俗・出来事の話を中心とした130余りの話から構成されている。
※推定されている作品成立時期は寛永後期です（慶長・元和期の話とは限りません）。
巻之一
- 万民の楽みにあへる事
- 養心斎長命の事
- 吉祥寺門前の沙弥手柄の事
- 江戸町瓦葺の事
- 江戸河口野地ほんきの事
- 将棊盤（将棋盤）に迷悟そなふる事
- 下帯いにしへにかはる事
- 人の振舞蛛に似たる事
- たばこの烟のむ事
- 道斎日夜双紙を友とする事
- 花売盗人をとらへる事
- 医賊法印の事
- 江戸の河橋にいわれ有事
- 東海にて魚貝取尽す事

巻之二
- 夢に不思議有事
- 平五三郎行儀異様之事
- 古き文に虚言有事
- 仲信入道弁をこのむ事
- 久斎天神詣の事付宗円入道之事
- 一里塚つき給ふ事
- 真言浄土法論之事
- 永伝師匠坊主をころす事
- 江戸を都といひならはす事
- 当世らうさいはやる事
- 浅井源蔵師の恩忘るゝ事
- 下郎の言事世にひろまる事
- 三島平太郎三年奉公の事
- 歌舞伎太夫下手の名を得る事

巻之三
- 古無僧母のために修行の事
- 吉利支丹御法度の事（慶長の禁教令）
- 上総浦にて黒船損ずる事（ロドリゴ・デ・ビベロの遭難）
- 源斎親子いさかふ事
- 針の穴うがつ事
- 法林寺の説法を烏聞事
- 延寿院養生うたひの事
- 江戸町にてむじんはやる事
- 関東衣服昔に替る事
- 寿用軒古歌を難る事

巻之四
- 童子あまねく手習ふ事
- 神田明神山王権現氏子の事
- 蛛山たちに似たる事
- 山梨三郎とんせいの事
- 清林和尚災難をのがるゝ事
- 万病円ふりふりの事
- 高屋久喜欲にふける事
- 正慶斎他の筆跡をあざむく事
- 江戸町衆乗物にのる事
- 唐人と日本人問答の事
- 道見夢物語之事
- 当世男髭なき事
- 玄好法師よく雨を知る事
- 西誉一入道心をこす事
- 諸士弓筆の道を学び給へる事（武家諸法度元和令）
- ゆなぶろ繁昌の事
- 岡崎左兵衛音曲をこのむ事

巻之五
- 日本橋市をなす事
- 都人待乳山一見の事　付宗斎事
- 東国に得義をほき事
- 才兵衛諸芸を俄に学ぶ事
- 花をる咎に縄かゝる事
- 楽阿弥乞食の事
- 土風に江戸町さはぐ事
- 勧進能見物の事
- 道いぶ斎心まがる事
- 吉原町の橋渡りかねたる事
- かふぎをどりの事（遊女歌舞伎）

巻之六
- 江戸にて老若つえつく事
- 大鳥一兵衛組の事
- 罪人共籠中法度を定むる事
- くろつぐみ比丘の事
- 品川の塔風に損ずる事（天妙国寺五重塔）
- 仙栄碁すきの事
- 当世人の工み益なき事
- 江戸町水道の事
- 江戸町境論の事
- 江戸にて金の判あらたまる事（慶長小判）
- 箱根海両国の中に有言　付同号の名所の事

巻之七
- 初雪を常に詠る事　付役行者の事
- 夕顔の宿りの事　付江戸屋形作りの事
- 江戸町に金札立をく事
- 諸国に金山ある事
- 江戸町の道どろふかき事
- 気ちがひ者かへつて誠をいふ事
- 角田川一見の事
- 関八州盗人狩の事
- 夫婦いさかひの事
- 寒嶺斎真似賢人の事
- 南海をうめ江戸町立給ふ事
- 人有てねざめを詫る事
- 当世しれぬ俗言の事
- 盲目遠路を知事
- よし原（吉原）傾城町立る事
- 近年国大名数多滅亡の事

巻之八
- 寿庵はやり医師の事
- 宗順だみたる声を笑ふ事
- 世念入道無常を知事
- 江戸町にて正学坊立行の事
- 能玄法師が宏才益なき事
- 梅庵生霊を祭らざる事
- 願心斎善にも悪にもつよき事
- 江戸の境地世にこえたる事
- 関東海にて鯨つく事
- 江戸町大焼亡の事（慶長の大火）
- 村岡茂兵衛あるじまうけの事
- 雲竜こつじきの事
- 愚なる子供のうはさの事

巻之九
- 江戸町衆はさみ箱かつがする事
- 老楽斎身持を沙汰する事
- 鰒（フグ）の肉に毒有事
- 兼然法印元日を喜ばざる事
- 武蔵と下総国境の事
- 半蔵筆をすつる事
- 年物語に喧嘩の事
- 江戸町衆花を愛する事
- 新福寺諸国勧進の事
- 声仏事をなす事
- 唐船作らしめ給ふ事
- 柿に異名ある事
- 遊女共江戸を払はるゝ事

巻之十
- 浄和軒観音へ日まうての事
- 城言坐頭片いじなる事
- 伯斎東国一見の事　付武州浅草がうじ事
- 藤次よき栖をもとむる事
- 熊居助身のわきまへなき事
- 神田大塚にて行人火定の事
- 江戸ちまた説の事
- 江戸大橋に毎日刀市立事
- 他の嘲を知らざる事
- 湯島天神御繁昌の事
- 長光法眼世をへつらふ事
- 花の詠に品かはる事
- 老て小童を友とする事

## 江戸初期研究の混乱
『見聞集』の成立時期が寛永期まで下ることは、既に山崎美成『海録』所載の文政11年（1828年）の喜多村節信の識語に指摘されていたが、擬態であることは明らかにされておらず、明治期以降でも成立時期を慶長19年とする解釈が一般的で、例えば1928年に三田村鳶魚は同好家を集めて開催した輪講の場で、作中に「慶長19年に書いたという証拠がある」として記載どおりの成立を強く主張しており、その場で異論を述べる人も無かった。
しかし、成立時期を慶長19年と解釈したまま『見聞集』を江戸初期の文化・風俗や出来事の年代を比定するのに使用したために、矛盾・混乱が生じる例が多く、このため『見聞集』を後世、別人が三浦浄心の名を騙って著わした偽書であるとする見方が少なくなかった。
1987年に大澤学は、三浦浄心の著作中における、作品当時が慶長19年との記載は、作品の成立時期を翌年の大坂夏の陣以前と見せかけることによって「豊臣秀頼の命を助けて下さった家康公は慈悲深いお方だ」といった言辞が皮肉と受け取られないようにみせかけ、また作品の成立時期を古くみせかけることで作者に対する幕府の干渉を免れる意図があり、実際の作品成立時期は寛永18年（1641）より少し前と主張した。それ以前から慶長19年の成立に疑問を呈していた水江漣子も、1988年の雑誌『日本歴史』掲載稿「歴史手帖 三浦浄心について」において、大澤説を支持している。
大澤自身が1988年の論文で浄心が参照していた『吾妻鏡』の刊本が寛永3年版であることを明らかにしたほか、最近では、2000年の阪口光太郎「『慶長見聞集』と中世文学」、2010年の渡辺守邦「『慶長見聞集』と『童観抄』」などで、寛永期の書籍との参照関係が解明され、大澤説の裏付けが進んでいる。
しかし最近でも、（誤った）表題や作中の「今は慶長19年」という擬態を一見して、作品の成立時期を慶長期と誤認して江戸初期研究の史料とみなしている例は少なくない。

### 吉原の開設時期
吉原遊郭の開設時期については、享保年間に庄司勝富が記した『異本洞房語園』に、慶長の頃、江戸城下の遊女屋は3・4箇所に分かれて営業しており、慶長17年（1612年）に庄司の先祖・庄司甚右衛門が願い出て、元和3年（1617年）3月に許可を得、日本橋葺屋町に土地を下賜されて、同4年（1618年）11月に（元）吉原町に遊廓が開かれた、とされていた。同書には、元吉原の町名として江戸町・同2丁目（のち本柳町）・京町（1丁目）・同2丁目（新町、元和6年・1620年頃造成）・角町（寛永3年・1626年造成）の紹介があった。
しかし、『見聞集』巻5・巻7に、本町・京町・江戸町・伏見町・堺町・大阪町・墨町・新町・揚屋町などの町名に言及があるため、慶長年間に既に吉原遊廓が開かれていたのか、早くから疑義が持たれていた。喜多村信節は『嬉遊笑覧』『増訂武江年表』などの中で疑義を述べ、慶長中と元和の2度、開基があったのではないか、と推測していた。また温知叢書『洞房語園』の解題が、慶長の頃にはまだそれほど有名ではなかったが、元和に至って著名になった、として事実上、元和説を棄てて慶長期に成立していたと見做すなど、『異本洞房語園』の信憑性を疑う向きもあった。
逆に、『見聞集』にある町名が『異本洞房語園』のほかに、元吉原の絵図などにも見えず、伏見町・堺町は寛文年間（1661年-1673年）に江戸町2丁目裏に新たに造成された町名、揚屋町は明暦の大火（明暦3年・1657年）以降、新吉原移転後に設けられた町名ということが定説とされていたこと（出典は未詳）もあって、『見聞集』を偽書とみなす根拠にもなっていた。
『見聞集』の成立時期が寛永後期まで下るとすれば、吉原町の開設や新町・角（墨）町の造成時期については『異本洞房語園』と矛盾しないが、新吉原以降とされる伏見町・堺町・揚屋町などの設置時期には疑義を残している。なお、小野晋は、元和3年（1617年）の奥書のある『徳永種久紀行』の「ゑどくだり」の条に「すみちやう」「よし原」の町名が見えることから、吉原町の開設時期は、『見聞集』の成立時期にかかわらず、『異本洞房語園』の元和4年11月よりも遡る可能性がある、と指摘している。

### 江戸の瓦葺きの始まり
巻1「江戸町瓦ふきの事」に、慶長6年（1601年）11月2日に駿河町の「かうのじゃう」から出火した火災で江戸町が焼亡し、御奉行衆が板葺きにするよう指示した折、本町2丁目の滝山弥次兵衛が海道に面した屋根の半分を瓦で葺き、後ろを板葺きにしたため、「半瓦弥次兵衛」と呼ばれた、としており、「今は江戸町さかへ皆瓦ふきとなる」云々とあることについて、1924年の高橋仁「慶長見聞集について」は、江戸で瓦葺が普及したのは正保の頃（1645年 - 1648年）というのが定説であり、慶長年間に普及した（のち一度すたれた）とは考えられない（故に『見聞集』は後世の偽書である）と指摘した。（これも「今」が寛永後期であれば正保期からそれほど遡らない）

## 参照関係

### 参照元
吾妻鏡
- 巻3「伊豆国三島一見の事〔付〕石橋山合戦の事」と巻6「鎌倉坊主むかし物語の事」に『吾妻鏡』が引用されている[25][26]。
- 1988年に大澤学は、浄心が参照していたのは寛永3年（1626年）の製版本と推定した[27]。

売油郎
- 1940年に石崎又造は、巻2「三島の平太郎三年奉公の事」にある、貧しい油売りが少しずつ蓄えた利益を遊女と一夜を過ごすために使い尽す、という、油売り・平太郎の説話の話の筋は、明で天啓7年（1627年・寛永4年）に刊行された馮夢龍『醒世恒言』第3巻に収録され、その後、更に抱擁老人『今古奇観』に収録された「売油郎独占花魁」の説話と、偶然にしては似すぎている、と指摘した[28][29]。
- 石崎は『見聞集』の成立時期を慶長19年（1614年）と考えていたため、『醒世恒言』と似た筋書きの別の説話が慶長19年以前から中国に存在していて日本に輸入され、浄心はそれを参照したのではないか、と解釈して、疑義のままとしていた[28]。

早雲廿一ヶ条
- 1965年の斎藤好信『三浦浄心翁』は、巻8の「愚息教歌百首」に「早雲廿一ヶ条」の要旨が流れ込んでいると指摘した[30]。

徒然草
- 1928年に柴田宵曲は、巻6「当世人の工み益なき事」にみえる「万珍敷事を求め、異様をこのむは、浅才の人のかならす有事なり」「改てゑきなき事をは改めぬを、よしとす」「物毎に興あらせんとする事は、あへなきもの也」などの文[31]について、『徒然草』を用いたようだ、と指摘した[32]。

庭訓往来抄
- 巻3「針の穴うがつ事」と巻5「東国に徳義おほき事」に蚕の本地を述べた草子・『戒言』が用いられており、原典を直接参照したものではなく、寛永8年（1631年）版かそれに近い版の『庭訓往来抄』の4月5日状の「蚕養」の注を引用したものとみられ、巻3・巻5には別に『庭訓往来抄』の4月11日状の本文・注が引用されている[33]。
- 巻3「関東衣服昔に替る事」に、『庭訓往来』7月5日状の「大星ノ行騰」の注の説話が用いられている[34]。
- 巻9「兼然法印元日をよろこばざる事」に『庭訓往来抄』正月5日状の「朔日元三」の注の説話が引用されている[35]。
- 他にも、引用箇所多数[36]。

宝物集
- 2000年に阪口光太郞は、巻6「仙栄碁ずきの事」にある、囲碁を打つ2人の僧の話と、巻8「円心斎、善にも悪にも強き事」にある「浄土坊主」が富裕の人に説く話は、『宝物集』（第2種7巻本系の本文）を参照している、と指摘した[37]。
- 巻1「吉祥寺門前の草木仏寺をさへづる事」の一節「愚弄是を見て誠に勧学院の雀は蒙求をさへづるとかや」も『宝物集』にみえる[38]。

その他
- 巻2(3)「古き文に虚言ある事」で『和漢合運』（寛永7年・1630年版）、巻5(7)「土風に江戸町さはぐ事」で『藻塩草』（寛永年間の刊行と推定されている無刊記本）が書名を挙げて引用されている[39]。
- 2010年に渡辺守邦は、巻6(6)「仙栄碁ずきの事」などに『連集良材』（寛永8年・1631年版がある）、巻10(8)「江戸大橋に毎日刀市立事」などに林羅山『童観抄』（寛永8年・1631年の識語をもつ本がある）からの引用がみられると指摘した[40]。
- その他にも様々な文献からの引用がある。例えば巻7「江戸町に金札立おく事」に「鴨の長明か海道路次記」と書名を記して『東関紀行』からの引用がある。

### 参照先
浄心の自著との関係
- 『（刊本）そぞろ物語』の内容は、跋にあたる「常佐。眼をとづる事」を除いて『見聞集』と重複していることが知られている[1][41][42]。
- 『北条五代記』と1章半、『見聞軍抄』と3章、ほぼ同文の章がある[42]。

むらさきの一もと
- 斎藤月岑は、戸田茂睡『むらさきの一もと』は『見聞集』を参照していると指摘している[43]。

## 諸本と流布
写本は、『国書総目録 第3巻』に（1）国会（2）内閣（3）宮書（嘉永3写6冊）（4）同（古心堂叢書85-89）（5）京大（6）教大（天保10写）（7）（8）早大（2部）（巻4‐7欠、2冊）（9）東北大狩野（10）秋田（11）都史料（12）同（抄、雑纂の内）（13）刈谷（14）天理（江戸中期写）の14種があり、この他に日本古典籍総合目録データベースに（15）茨城大菅（7冊）（16）都公文書(11,12と別本)（17）大洲図矢野(天保9写)（18）同 の4種がある（冊数10冊は記載を省略。計18種）。
文久3年（1863年）の斎藤月岑『睡余觚操』には、『見聞集』は何処かの家の秘蔵書であったものが、天保の頃（1831-1845）から世の中に流布した、とある。『近古文芸温知叢書』の小宮山綏介の解説には、鈴木白藤の家記（『夢蕉』）からの引用として、文化13年（1816年）に近藤正斎と鈴木白藤が「三浦氏」から『見聞集』を含む秘書数種を借り出して写したことがみえ、また『仮名草子集成』翻刻の底本となっている秋田県立図書館本（下記（10））の文政3年（1820年）書写時の跋に、『見聞集』は当時御鑓奉行だった三浦和泉（守）家の秘書だったものを鈴木分左衛門（椿亭）が借り出して写した旨がみえるため、写本の流布元は浄心の子孫の家だったことが確からしい。
ただし、戸田茂睡の『むらさきの一もと』が『見聞集』を引用していることが指摘されており、また浄心の子孫にあたる安祥院の歌集『心の月』の書名について、『見聞集』に仏典からの引用がみえることなど、流布したとされる時期より前に、内々に知人や関係者に見せていたと思われる節もある。
(1) 国立国会図書館本
- 題箋・印記「東京図書館」
- (1)1・4・6巻 (2)2・5・7・9巻 (3)3・8・10巻で題字「見聞集」の記し方や書体が異なり、3人で写したもよう。
- 巻10の大尾の前に「右見聞集十巻三浦浄心〔伊勢町に住居せし事／五の巻に見ゆ〕が述作にして／江戸の事跡を記しゝ書のはじめなり／文久二年壬戌十一月忙中流覧一校を遂了／巻中誤写少なからず他日閑を得ば再訂すべし／江戸書儈　脅肩病夫五一翁門人／活東子題」とあり、「活東子云」で始まる朱書の頭注がある。文久2年(1862年)の岩本活東子写本の写し。
- 近藤瓶城『改定史籍集覧 第10集』の「見聞集」跋に、「明治17年12月同34年（1901年）5月以東京帝国図書館本再校了」とあり、1901年に『改定史籍集覧』の翻刻の再校正に用いられている（従って『史籍集覧』と『改定史籍集覧』は全く同じではないはず）。
- 巻10(12)に巻5(2)が再掲されており、以下巻10(13),10(14)が後ズレしている、という錯簡がある（(7)早大（5冊10巻）本と共通）。
  - 鈴木棠三校注本の「本巻使用の底本について」に、「国会図書館本は、史籍集覧の底本として使用された本であるが、この本は巻五、日本橋市をなす事及びその次条にわたって大錯簡があり、これはその親本における錯簡をそのまま書写した結果であると思われる」とあり、上記の錯簡のことに言及しているようである。なお、『史籍集覧』『改定史籍集覧』の底本は、同書の跋によれば（2）内閣文庫（昌平坂学問所旧蔵）本であって、（1）国会図書館本ではない。

(2) 国立公文書館内閣文庫本
- 昌平坂学問所旧蔵本
- 『史籍集覧』『改定史籍集覧』の翻刻の底本。
- 序跋・識語なし
- 昌平坂学問所の編纂書のうち、序により文化7年（1810年）から編纂された『新編武蔵風土記稿』に『見聞集』の内容が引用されており、また序により文政丙戌（文政9年・1826年）頃から再編纂して成立した『記録解題』に『見聞集』の解題を載せていることから、この頃までに同学問所では『見聞集』の写本が作成されていたとみられる（現存の写本と同じ本かは不明）。

(3) 宮内庁書陵部本(嘉永3写6冊)
- 印記「不存蔵書」（鈴木真年蔵書）
- 印記「三枝文庫本」（三枝博音蔵書）
- 冒頭に「見聞集作者略伝」と題して馬場文耕『近代公実厳秘録』からの写しを載せている。岡田哲（校訂）『馬場文耕全集』[50]の翻刻と対照するとかなり異同があり、大田南畝が『一話一言』で言及している内容は、『馬場文耕全集』の翻刻よりも、この写しに近い。
- 朱書で巻3(11)「伊豆国蛭嶋一見之事〔付〕石橋山合戦の事」が『見聞軍抄』巻1にもみえるとの指摘あり。
- 大尾の識語「右三浦見聞集十巻者於芙蓉店／求之尤可珍重者也不可出［門田］外／嘉永三季七月十七日　［花押（「万」のような形）］」とあって、嘉永3年（1850年）は所蔵者が書肆で購入した日付で、書写の時期はそれより前。
  - 川瀬一馬『古辞書の研究』（大日本雄弁会講談社、1955年、99頁）に『和名抄』の写本の巻末の識語として「右五巻者於芙蓉店求之不可出［門田］外者也　嘉永二年（1849）四月十二日穂積重年」とあることが紹介されている。
    - よく似た内容なので、識語を付した所蔵者は穂積重年＝鈴木真年で、別人の写本を嘉永3年に「芙蓉店」で購入したものであろう。

(4) 宮内庁書陵部本（古心堂叢書85‐89）
- 5冊10巻
- 「侗庵題簽」
- 印記「卍余巻／楼章」（古賀侗庵蔵書）
- 鈴木棠三校注本（『日本庶民生活史料集成』）の底本。同書の「本巻使用の底本について」に「幕府の儒官であった古賀侗庵（精里の三子）の旧蔵にかかる古心堂叢書中の1冊である」とあり。
- 古賀侗庵は古賀精里の子で、鈴木白藤の女婿[51]。白藤は文化13年（1816年）に『見聞集』を書写している[46]。
- 古賀精里は文化8年（1811）に鈴木椿亭とともに対馬へ赴任したことがあり[52]、椿亭も文政3年（1820年）頃に『見聞集』を写しているので（（10）秋田本）、侗庵が椿亭の写本を写したとも考えられる。
- 巻3と巻5のみ目録題に「見聞集〔一名江戸物語〕」と別題が付されている。（18）大洲図矢野本も同様で、(18）は識語から白藤本の写本と考えられるため、古心堂叢書本も白藤本系と考えられる。
- 第2-5冊の末に「癸酉十月」に「増」が読んだこと、第5冊末に「己卯十月」に再読したことが見える。それぞれ文化10・文政2年（1813年・1819年）または明治6・12年（1873年・1879年）。
- 朱書に巻4(16)「ゆなふろ繁昌の事」が『そぞろ物語』にみえること、巻6(11)「鎌倉坊主むかし物語の事」が『見聞軍抄』巻5と同内容で、『東鑑』からの引用であるとの指摘あり。

(5) 京都大学本
- 未詳。
- 「京都大学蔵書検索」によれば識語「牡丹楼毛利姓蔵」（各冊末尾）、印記「淀府内帑圖書之章」「八文字屋藏書之印」

(6) 筑波大学（旧東京教育大学）図書館本（天保10写）
- 未詳。
- 鈴木棠三校注本の「本巻使用の底本について」によると、奥に「天保10年（1839年）正月中旬以鈴木君蔵本対校一過訖」と識された本（同書の底本ではない）。
- 同書で鈴木棠三は、「書写の過程において、漢学の素養ある人物により相当程度加筆整備されたらしいことが想像される。たとえば他本では漢語を仮名書にしてある部分を、この本ではかなり漢字に直してあるが、これは恐らく仮名書の方が原形だったらしく思われる。また記述について筆者の考証を頭注として記入したものが処々に見られることも他本にはない」と評価している。
  - 「鈴木君」は鈴木白藤（鈴木恭、1767-1851）か鈴木椿亭（鈴木文、1765-1829）[53]または別の鈴木さんの可能性があり、年代から本人であれば白藤の本と校合した可能性が高い（底本は別の本）。

(7) 早大(5冊10巻)本
- 大尾に文久2年（1862）（岩本）活東子の識語あり。
- 朱書に「活東子云」で始まるものが含まれているので、岩本活東子本を写したもよう。
- 巻10(12)に巻5(2)が再掲されており、以下巻10(13),10(14)が後ズレしている（（1）国会図書館本と共通）。

(8) 早大（巻4‐7欠、2冊）本
- 識語なし
- 巻1に「文鳳堂印」の印影あり。
- 内容に省略箇所が多い。抄本。

(9) 東北大狩野文庫本
- 未詳。

(10) 秋田県立図書館本
- 『仮名草子集成』の底本。同書翻刻の跋文に「見聞集十冊、今時御鑓奉行三浦和泉か家秘にて、甚他見を禁る由、御徒目付鈴木分左衛門かいかにして借出せしやらむ、同好の者なれは、潜に看よとて貸こせしまゝ、筆耕者にうつさせ畢　文政庚辰（文政3・1820）7月」[47]とある。
  - 三浦義和（和泉守）は文政3年から御鑓奉行となっている（『柳営補任』）。『見聞集』が三浦義和の家に伝わっていたことを裏付ける記述。
  - 秘書を借り出した「御徒目付鈴木分左衛門」は鈴木椿亭（文左衛門、鈴木文）とみられる[52]。

(11) 東京都公文書館本（CO-001～CO-010）
- 巻1 註「朱文字之箇所は原本を対照の際／書□不足の□□を補足せしもの也／□□□□して返読すべきものとす」
- 巻10 跋「右見聞集十巻三浦浄心〔伊勢町に住居せし事／五の巻に見ゆ〕が述作にして江戸の事跡を記しゝ書のはじめなり／文久二年〔壬戌〕十一月忙中流覧一校を遂了 巻中誤写少なからず他日閑を得ば再訂すべし／江戸書儈　脅肩病夫五一翁門人／活東子題」
- 活東子の跋の後に、「大尾の後書写（原本より）」とあって、「三浦浄心見聞集は本と三十二冊ありしに後人／遊女歌舞伎の事に係るものを抄録してそゞろ物語と名／つけて小田原の事に係るものを節録して北条五代記と／名づけ（…）他の同名の書と混し／易けれは近来表題に慶長の二字を加へて之を／分つに至れり今亦従之と云／（…）明治十七年十二月五日出版御届／著者故人　三浦常心／出版人　東京府平民　近藤瓶城／深川区富岡門前町／七拾番地」とある。これは（改定前の）『史籍集覧 慶長見聞集』の跋を書写したもの。

(12) 東京都公文書館本（抄、雑纂の内、CK-745）
- 外題「雑纂／慶長見聞集抄／慶長年間江戸図考」
- 『見聞集』本文の抜録
- 跋なし

(13) 刈谷市図書館村上文庫本
- 未詳

(14) 天理図書館本（江戸中期写）
- 未詳
- 印記「池南文庫」（不明）
- 印記「祐田氏蔵書」（祐田善雄蔵書）

「祐田氏蔵書」
- 天理図書館の蔵書検索の一般注記によると第3冊末に「右慶長見聞集以豊芥子藏本抄冩之 癸夘閏九月」とあるといい、1843年（天保14年・癸卯）頃に石塚豊芥子（1799-1862）蔵本を写した抄本とみられる。

(15) 茨城大菅（7冊）
- 未詳

(16) 東京都公文書館本（11,12と別本、CO-035～CO-044）
- 表紙の印記「東京市役所文庫」
- １丁オの印記「市史編纂用典籍記」
- 跋「右見聞集十巻三浦浄心〔伊勢町に住居せし事／五の巻に見ゆ〕が述作にして江戸の事跡を記しゝ書のはじめなり／文久二年〔壬戌〕十一月忙中流覧一校を遂了 巻中誤写少なからず他日閑を得ば再訂すべし／江戸書儈　脅肩病夫五一翁門人／活東子題」
- 跋の後に「大尾の後書」とあって「三浦浄心見聞集は本と三十二冊ありしに後人／遊女歌舞伎の事に係るものを抄録してそゞろ物語と名／つけ小田原の事に係るものを節録して北条五代記と／名づけ（…）他の同名の書と混し／易けれは近来表題に慶長の二字を加へて之を／分つに至れり今亦従之と云／（…）明治十七年十二月五日出版御届／著者故人　三浦常心／出版人　東京府平民　近藤瓶城」とあり、ほぼ同文が2つ付いている。
  - (11)と同じく、（改定前の）『史籍集覧 慶長見聞集』の跋の書写のもよう。刊記の近藤の住所の記載が無いものと有るものが付いている。

(17) 大洲図矢野(天保9写)
- 未詳。下記（18）と同系か。

(18) 大洲図矢野(天保9写)
- 印記「矢野氏記」（矢野玄道蔵書）
- 印記「笨斎長田守文蔵書」
- 跋「この書は三浦なにがしの伝本なり／白藤鈴木翁のもたるゝをかりえて／人にあつらへてうつしをへるなり時は／天保九年（1838）□□（戊戌）かなつ／笨斎」
- 印記・跋により長田笨斎（守文）が天保9年・1838年夏に鈴木白藤写本を写した本。
- 巻3と巻5のみ目録題に「見聞集〔一名江戸物語〕」と別題が付されている（（4）書陵部（古心堂叢書）本と共通）。

### 書名
- 目録題は『見聞集』。ただし、(4)書陵部（古心堂叢書）本と(18)大洲図矢野本の巻3・巻5の目録題には「見聞集〔一名江戸物語〕」とあり、鈴木白藤系の写本の特徴となっている。
- 外題は「見聞集」のほか「慶長見聞集」が(2)内閣文庫本・(11)東京都公文書館本など、「三浦見聞集」が(3)書陵部（嘉永3写6冊）本にみえる。
- 「慶長見聞集」の呼称は、文久3年（1863年）の斎藤月岑『睡余觚操』で用いられている。
- 近藤瓶城『史籍集覧 慶長見聞集』は1884年の刊行当初、同題の他書と区別するためとして「慶長見聞集」の書名を用いていたが、1901年の『改定史籍集覧』では「見聞集」に改めた。跋の中にあった書名に関する説明も削除されている。
- 『国書総目録』に別名として『江戸物語』とあり、国民文庫『雑史集』や『江戸叢書 巻の2』の解題にも言及があるが、実例は上記の鈴木白藤系本の巻3・巻5の目録題に別名として記載があるくらい。
- 『（刊本）そぞろ物語』は跋にあたる「常佐。眼をとづる事」を除いて内容が『見聞集』と重複しており、三浦浄心『順礼物語』の序にある自著の紹介には、20冊の『（稿本）そぞろ物語』と1冊の『（刊本）そぞろ物語』が存在することが記されていることから、『見聞集』は『（稿本）そぞろ物語』である、とする喜多村節信の説がある[1]。『見聞集』の序には「見聞たりしよしなしこと」、跋にあたる巻10の「老て小童を友とする事」には「そぞろ言」とある。

### 系統の整理
以上、伝写の過程に関する伝と序跋の情報を整理すると下記のとおり。
三浦五郎左衛門家秘蔵本
- 近藤正斎写本（文化13・1816）
- 鈴木白藤写本（文化13・1816）
  - (4) 古賀侗庵写本（書陵部（古心堂叢書）本） - 『日本庶民生活史料集成』底本
  - (18) 長田笨斎写本（大洲図矢野、天保9・1838）
  - (17) 大洲図矢野本（天保9・1838）もこの系か
- 鈴木椿亭写本（文政3・1820頃)
  - (10) その同好の者の写本（文政3・1820、秋田本） - 『仮名草子集成』底本

- - (6) 天保10・1839正月中旬に「鈴木君」蔵本と対校した修正のクセが強い写本（筑波大図本）

伝写元未詳
- (2) 内閣文庫（昌平坂学問所旧蔵）本（文政9・1826以前） - 『史籍集覧』底本
- (3) 嘉永3・1850に鈴木真年が芙蓉店で購入した本（書陵部（6冊）本）
- 岩本活東子（文久2・1862）写本
  - (1) 国会図書館本
  - (7) 早大(5冊10巻)本
  - (11) 東京都公文書館（CO-001～）本
  - (16) 東京都公文書館（CO-035～）本

- (5) 京大（牡丹楼毛利氏蔵）本
- (9) 東北大狩野文庫本
- (13) 刈谷市図書館村上文庫本
- (15) 茨城大菅（7冊）本

抄本
- (14) 天保14・1843に石塚豊芥子蔵本を抄写した本（天理本）
- (8) 文鳳堂印（早大2冊）本
- (12) 東京都公文書館（CK-745 雑纂内抄）本

## 翻刻
1. 近藤瓶城『史籍集覧 慶長見聞集』近藤活版所、1884年 - 底本：内閣文庫本
2. 近藤瓶城『改定史籍集覧 第10冊 見聞集』近藤出版部、1901年 - 底本：内閣文庫本
3. 芳賀矢一（校訂）『慶長見聞集』袖珍名著文庫、冨山房、1906年 - 抄本
4. （古矢知新）『雑史集 全 慶長見聞集』国民文庫刊行会、1912年
5. （足立栗園）『江戸叢書 巻の貳 慶長見聞集』江戸叢書刊行会、1916年
6. 勝正二（校)「慶長見聞集」『古典研究』昭和14年の4・昭和15年の3別冊付録、上・下巻、1939年・1940年 - 底本：『改定史籍集覧』
7. 鈴木棠三（校注）「慶長見聞集」竹内利美・平山敏治郎（編）『日本庶民生活史料集成 第8巻』三一書房、1969年 - 底本：書陵部（古心堂叢書）本
8. 中丸和伯（校注）『慶長見聞集』〈江戸史料叢書〉新人物往来社、1969年 - 底本：内閣文庫本（？）[54]
9. 花田富二夫（翻刻）『仮名草子集成』第56巻・第57巻、東京堂書店、2016年・2017年 - 底本：秋田本

2.の近藤瓶城『改定史籍集覧』は内閣文庫本を底本としているが、底本にある巻4「山梨三郎とんせいの事」の冒頭「見しは今太郞三郎といふ兄弟の者上州に有しか」の一文が脱落しており、「世に住侘びて…」から始めている、という特徴がある。同じ脱文は4.『雑史集』5.『江戸叢書』6.『古典研究』にもあり、6.は解題から底本が2.であることは明らかであるが、4.と5.も『改定史籍集覧』を底本にしているとみられる。